# Isidore Vignol
Isidorius Franciscus Numa (Isidore) Vignol (Wijnegem, 12 augustus 1889 - onbekend) was een Belgische atleet, die gespecialiseerd was in de lange afstand en het veldlopen. Hij veroverde twee Belgische titels.

## Biografie
Isidore Vignol behaalde in 1907 de Belgische titel veldlopen bij de scholieren. In 1912 werd hij Belgisch kampioen op de 10.000 m. Hij verbeterde daarbij het Belgisch record van François Delloye. In 1914 werd hij Belgisch kampioen in het veldlopen.
Isidore Vignol was aangesloten bij Union Sint-Gillis en Union Athlétique Brussel.

## Belgische kampioenschappen
| Onderdeel | Jaar |
| --------- | ---- |
| 10.000 m  | 1912 |
| veldlopen | 1914 |

## Persoonlijk record
| Onderdeel | Prestatie       | Datum           | Plaats  |
| --------- | --------------- | --------------- | ------- |
| 10.000 m  | 34.33,2 (ex NR) | 20 oktober 1912 | Brussel |

## Palmares

### 5000 m
- 1913:  BK AC
- 1914:  BK AC

### 10.000 m
- 1912:  BK AC - 34.51,0 (NR)
- 1913:  BK AC - 34.54,2

### veldlopen
- 1914:  BK AC